# Passanlagen im Glemmtal
Die Passanlagen im Glemmtal sind ehemalige Straßenkontrollanlagen im Westen des Bundeslandes Salzburg. Sie befinden sich im Bezirk Zell am See am Oberlauf der Saalach, der als Glemmtal bezeichnet wird. Das Glemmtal unterteilt sich in das Vorderglemmtal (die Vorderglemm), das vom Taleingang in Maishofen bis nach Saalbach reicht, und in das Hinterglemmtal (die Hinterglemm), das sich von Saalbach bis zum Talschluss erstreckt. Hier wurden vom Erzbistum Salzburg verschiedene Sperranlagen errichtet, vor allem um den Viehschmuggel in das tirolische Landgericht Kitzbühel sowie von dort weiter nach Bayern zu unterbinden. Heute verläuft hier die Glemmtal Landesstraße (L 111).

## Pass Vorderglemm
Der Pass Vorderglemm (auch Pass Spielberg genannt) lag nahe der Grenze zu Tirol am Spielbach (die frühere Bezeichnung für die Saalach). Die Anlage bestand aus einem Passgebäude und einer Schanzanlage. Eine Alm am Spielberg wird urkundlich erstmals 1284 bei einem Streit zwischen den Walchen und den Herren von Goldegg erwähnt. Während des Dreißigjährigen Krieges ließ Fürsterzbischof Paris Lodron diese Befestigung weiter ausbauen. Vor der Anlage standen noch zwei kleine Späherhäuschen.
1774 taten hier ein Feldwebel, ein Korporal und zwei gemeine Soldaten Dienst. Ein Korporal und drei Mann mussten zum Pass Hennlab Patrouille gehen. Im Franziszäischen Kataster von 1830 ist hier eine Viereckschanze mit einer Bastion an jeder Ecke nachgetragen, welche das 1661 erwähnte Blockhaus auf der Schanz im Glemb darstellt. 1787 waren die Palisaden verfault und 1790 war das Blockhaus in so schlechtem Zustand, dass es die Patrouillen nicht mehr als Unterstand verwenden konnten. Beim Verkauf des Gebäudes lautete 1826 die Beschreibung:

„das in Saalbach gelegene, ganz gemauerte Häuschen, vormals Paß Spielberg, hinnach Mauthäuschen genannt, welches zu ebener Erde aus zwey durch das Vorhaus getrennten Zimmern, einer kleinen eingewölbten Küche und Speislkammer, dann Keller und unterm Tache aus zwey gezimmerten Kammern besteht. An der Nordseite eine kleine, gezimmerte  Holzhütte und nebenbey noch der Kasten einer bestandenen, aber aufgelassenen Schupfe ein mit Latten eingezäuntes Küchengärtchen, an die sich schlüset und weiters an eine 17 Klafter lange und ein Klafter hohe Paßmauer gränzet, die ebenfalls dem Käufer zufällt.“

Von der Wallanlage sollen noch 18 × 21 m lange Fundamentmauern erkennbar sein. Davor sind im Sumpfgelände Gräben ausgehoben. 1898 wurden beim heutigen Spielberghaus (Spielbergweg 207) eine Kapelle und das Franz-Josefs-Jubiläumsdenkmal errichtet.

## Pass Hinterglemm
Der Pass Hinterglemm (auch Pass Hennlab genannt) sicherte den Übergang über das 1863 m hohe Hennlabjoch (in der Nähe der Sonnspitze mit 2062 m). Heute gelangt man auf dem Talschlussweg über die Eibing Hochalm vom hinteren Glemmtal zur Hochwildalmhütte in Tirol bzw. weiter nach Aurach bei Kitzbühel. Im 18. Jahrhundert waren hier sieben Mann als Wache eingeteilt, diese waren aber in einem nahen Bauernhaus untergebracht. Aus Ersparnisgründen wurden diese 1774 nach Vorderglemm verlegt.